# Karl Eirik Schjøtt-Pedersen
Karl Eirik Schjøtt-Pedersen (ur. 3 października 1959 w Vardø) – norweski polityk, szef Kancelarii Prezesa Rady Ministrów, członek Norweskiej Partii Pracy.